# Street Fighter 6
Street Fighter 6 (яп. ストリートファイター6 Сутори:то Фаита: Сикудзу) — компьютерная игра в жанре файтинга, разработанная и изданная компанией Capcom. Игра вышла в 2023 году на платформах Windows, PlayStation 4, PlayStation 5 и Xbox Series X/S.

## Игровой процесс
В игре представлены три основных игровых режима: Fighting Ground, World Tour и Battle Hub. Fighting Ground содержит локальные и сетевые бои, а также тренировочный и аркадный режимы, в которых геймплей 2D-файтинга схож с предыдущими играми серии, в которых два бойца используют различные атаки и специальные способности, чтобы нокаутировать противника. World Tour — это однопользовательский сюжетный режим, в котором настраиваемый аватар игрока исследует трёхмерное окружение с приключенческим геймплеем. Battle Hub — режим сетевого лобби, другие возможности которого будут представлены в будущем.
Основной геймплей Street Fighter 6 основан на Drive Gauge — системе, разработанной для поощрения творческого подхода игрока. Манометр может быть использован для пяти различных приёмов, и игрокам приходится выбирать, какому из них отдать предпочтение. Большинство механик системы Drive Gauge основаны на ранее существовавших механиках из предыдущих игр серии Street Fighter, таких как парирование, фокус-атака, EX-ход и т.д. В игре представлены два типа управления: «классическая» схема управления имеет шестикнопочное расположение и функционирует аналогично предыдущим играм, а «современная» схема управления назначает специальные приёмы на одну кнопку в сочетании с направленным вводом.
Использование нескольких суперкомбо возвращается прямиком из подсерии Street Fighter Alpha, считая вариацию Ultra Combo W из Ultra Street Fighter IV. Однако у каждого персонажа есть только три суперкомбо, основанные на их соответствующем уровне, например, Shinku Hadoken, Shin Hashogeki и Shin Shoryuken у Рю могут быть использованы только на уровне 1, 2 и 3 соответственно.

## Персонажи
Персонажи, выделенные жирным шрифтом, являются новыми для серии.
- А.К.И. (DLC)
- Акума (DLC)
- Алекс (DLC)
- Бланка
- К. Вайпер (DLC)
- Кэмми
- Чунь Ли
- Ди Джей
- Дальсим
- Э. Хонда
- Эд (DLC)
- Элена (DLC)
- Гайл
- Ингрид (DLC, гостевой персонаж из Capcom Fighting Evolution)
- Джейми
- ДжейПи
- Джури
- Кен
- Кимберли
- Лили
- Люк
- М. Байсон (DLC)
- Маи Сирануи (DLC, гостевой персонаж из Fatal Fury)
- Манон
- Мариса
- Рашид (DLC)
- Рю
- Сагат (DLC)
- Терри Богард (DLC, гостевой персонаж из Fatal Fury)
- Зангиев

## Разработка
14 февраля 2022 года Capcom разместила на своём сайте таймер с обратным отчётом под названием «Capcom Countdown», и новый анонс ожидался после того, как таймер завершит свой обратный отсчёт. 21 февраля того же года был анонсирован Street Fighter VI, в котором было заявлено о возвращении Рю и Люка, последний из которых впервые дебютировал в последнем «сезоне» загружаемого контента для Street Fighter V.
2 июня 2022 года на июньской презентации Sony State of Play был показан геймплейный трейлер игры. В трейлере были анонсированы режимы World Tour, Battle Hub и Fighting Grounds, было показано возвращение Чунь-Ли и представлены два новых персонажа по имени Джейми и Кимберли. Игра вышла 2 июня в 2023 году для Microsoft Windows, PlayStation 4, PlayStation 5 и Xbox Series X/S, в игре также впервые появились внутриигровые комментарии. Игра была разработана на движке RE Engine и поддерживает кроссплатформенную игру и неткод отката.

### Музыка
Основная музыкальная тема игры называется «Not on the Sidelines», и спродюсирована GRP и рэперами Rocco 808 и Randy Marx. В официальном видеоклипе на песню также участвуют артисты Суми Осима и Бенни Диар, а режиссёром и монтажёром выступил Росс Харрис.

## Восприятие
| Сводный рейтинг       | Сводный рейтинг                     |
| Агрегатор             | Оценка                              |
| --------------------- | ----------------------------------- |
| Metacritic            | ПК: 92/100 PS5: 92/100 XSXS: 90/100 |
| Иноязычные издания    |                                     |
| Издание               | Оценка                              |
| Destructoid           | PS5: 9,5/10                         |
| Edge                  | 9/10                                |
| Eurogamer             | [ 16 ]                              |
| Game Informer         | ПК: 9,5/10                          |
| GameSpot              | PS5: 9/10                           |
| GamesRadar+           | PS5:                                |
| IGN                   | 9/10                                |
| Jeuxvideo.com         | 18/20                               |
| PCGamesN              | ПК: 9/10                            |
| Polygon               | Polygon Recommends                  |
| The Guardian          | ПК:                                 |
| VG247                 | ПК, XSXS:                           |
| Siliconera            | PS5: 9/10                           |
| Русскоязычные издания |                                     |
| Издание               | Оценка                              |
| 3DNews                | 9,5/10                              |
| StopGame.ru           | «Изумительно»                       |

Согласно сайту-агрегатору Metacritic, игра получила «всеобщее признание». Некоторые критики жалуются на гринд в режиме World Tour.